# Mount Sir Sandford
Mount Sir Sandford är ett berg i Kanada.   Det ligger i provinsen British Columbia, i den centrala delen av landet, 3 100 km väster om huvudstaden Ottawa. Toppen på Mount Sir Sandford är 3 519 meter över havet.
Terrängen runt Mount Sir Sandford är huvudsakligen bergig. Mount Sir Sandford är den högsta punkten i trakten. Trakten runt Mount Sir Sandford är nära nog obefolkad, med mindre än två invånare per kvadratkilometer.. Det finns inga samhällen i närheten. 
Trakten runt Mount Sir Sandford består i huvudsak av gräsmarker.